# Sistema d'unitats
Un sistema d'unitats és un conjunt consistent d'unitats de mesura. Defineixen un conjunt bàsic d'unitats de mesura a partir del qual se'n deriven d'altres. Existeixen diversos sistemes d'unitats:
- Sistema Internacional d'Unitats (SI): és el sistema més utilitzat.
- Sistema mètric decimal: primer sistema unificat de mesures.
- Sistema CGS: les unitats bàsiques són el centímetre, el gram i el segon.
- Sistema natural: les unitat s'escullen de tal manera que certes constants físiques valguin exactament 1.
- Sistema tècnic d'unitats: derivat del sistema mètric. Actualment en desús.
- Sistema anglosaxó o sistema imperial: utilitzat pels països anglosaxons.